# وصیت و وفات موسی
وصیت و وفات موسی فرسکویی اثر لوکا سینیورلی و بارتولومئو دلا گاتا، نقاشان ایتالیایی دوره رنسانس است. این نقاشی حدود سال ۱۴۸۲ کشیده شده و در کلیسای سیستین رم قرار دارد.